# 城南街道 (桐庐县)
城南街道，是中华人民共和国浙江省杭州市桐庐县下辖的一个乡镇级行政单位。2018年5月，将城南街道的上洋洲村、下洋洲村、滩头村、桑园村、岩桥村等5个行政村划归凤川街道管辖。

## 行政区划
城南街道下辖以下地区：
中杭社区、下杭社区、大丰村、乔林村、新建村、兰田村、下轮村、湾里村、桑园村、上洋洲村、下洋洲村、滩头村、仁智村、岩桥村、金联村、春江村、金中村、金溪村、金牛村、东兴村和金东村。